# Socha svatého Jana Nepomuckého (Jelení)
Socha svatého Jana Nepomuckého se nachází na katastrálním území Jelení u Bruntálu obce Milotice nad Opavou v okrese Bruntál. Barokní socha je dokladem sochařství z poslední čtvrtiny 18. století. Dne  13. září 1991 byla Ministerstvem kultury České republiky prohlášena kulturní památkou Česka.

## Historie
Pískovcová barokní socha svatého Jana Nepomuckého je datována rokem 1780. Její původní poloha byla v blízkosti silnice I/11 a dnes už zaniklého statku. Působením negativních vlivů docházelo k degradaci sochy i základů. Z důvodů nutné opravy a požadavku na rozšíření silnice byla socha po restaurování přemístěna do středu části obce Jelení. Na novém místě byla posvěcena a také nasvícena.

## Popis
Na novém místě byl vybudován nový stabilní betonový základ a na něj usazen původní podstavec z lomového kamene a cihel, který je částí původní zdi zaniklého statku. Po stranách jsou boční křídla, která přecházejí v kamenné zídky. Křídla a zídky nesou břidlicové krycí desky. Na podstavci je umístěn zužující se sokl s reliéfy, na zadní části jsou iniciály: A V a datum 1780. V horní části je na nízké podnoži socha světce v kontrapostu pravé nohy a tradičním šatu, nařaseném do hustých bohatých záhybů. Pravou rukou drží biret nad pravým bokem, v levé ruce kříž, k němuž mírně naklání hlavu se svatozáří. Světec je orientován čelní stranou ke komunikaci a potoku. V blízkosti byly vysazeny dvě lípy malolisté.